# Molly Blackburn
Molly Bellhouse Blackburn (12 tháng 11 năm 1930 – 28 tháng 12 năm 1985) là một nhà hoạt động chống phân biệt chủng tộc Nam Phi, nhà hoạt động chính trị, nhà vận động dân quyền và chính trị gia, được cả người da đen và người da trắng tôn trọng.

## Tiểu sử
Molly Bellhouse sinh ra ở Cảng Elizabeth, Nam Phi, con gái của Elgar Bellhouse (Buller) Pagden, chủ tịch một thời của Đảng Tiến bộ (PP) của Cảng Elizabeth, người đã khơi dậy lý tưởng tự do và tiến bộ trong con gái ông.
Tốt nghiệp từ Rhodes với bằng cử nhân sau khi học xong năm 1947 với chất lượng hạng nhất, Blackburn dành thời gian giảng dạy tại London trước khi định cư tại Bỉ. Bảy năm sau, cô trở lại Cảng Elizabeth và gia nhập Black Sash, một nhóm hoạt động được thành lập năm 1955 bởi sáu người phụ nữ (Jean Sinclair, Elizabeth McLaren, Ruth Foley, Tertia Pybus, Jean Bosazza và Helen Newton-Thompson), nhưng cuối cùng cô đã rời đi do những gì cô ấy cho là "không hoạt động" của Sash.
Năm 1981, cô bắt đầu sự nghiệp chính trị của mình bằng cách giành được ghế của Hội đồng tỉnh Walmer, Cảng Elizabeth, cho Đảng Liên bang Tiến bộ (PFP). Di Bishop, người sẽ trở thành một người bạn suốt đời và nhà hoạt động xã hội cũng giành được một ghế trong hội đồng năm đó. Di Bishop đã tham gia Black Sash vào năm 1978 và Molly trở lại tổ chức này vào năm 1982 với rất nhiều ý tưởng của riêng cô 